# Silanol

Structuurformule van trifenylsilanol.

Een silanol is een verbinding van silicium, waarbij op het siliciumatoom één of meerdere hydroxylgroepen zijn gebonden.
In de organische chemie wordt onderscheid gemaakt in volgende soorten silanolen:
- Eén hydroxylgroep, zoals in trimethylsilanol
- Twee hydroxylgroepen, zoals in dimethylsilaandiol
- Drie hydroxylgroepen, zoals in methylsilaantriol

Indien silicium vier hydroxylgroepen gebonden heeft, spreekt men van tetrahydroxysilaan. Deze structuur kan worden opgevat als de gehydrateerde vorm van siliciumdioxide.

## Eigenschappen
De binding tussen silicium en zuurstof is een van de sterkste bindingen. Een van de meest interessante eigenschappen is de hoge zuursterkte van het waterstofatoom van de hydroxylgroep. Het impliceert dat zij de neiging hebben om sterke waterstofbruggen te vormen. Zo kunnen er tal van structuren ontstaan, variërend van dimeren tot relatief ingewikkelde driedimensionale netwerken.
Silanolen lenen zich ook makkelijk voor esterificatiereacties.

## Toepassingen
Silanolen zijn belangrijke verbindingen in de industrie. Zo worden ze bijvoorbeeld gebruikt als precursor bij de productie van siliconen.